# Leopold Sobański
Leopold Sobański (ur. 9 listopada 1872- zm. 12 lutego 1958 w Częstochowie) – polski inżynier technolog.

## Życie
Studiował w Petersburgu ukończył Instytut Technologiczny w 1900. Podczas studiów aktywny członek petersburskiej organizacji PPS. Był wraz z Józefem Chlebowskim i Józefem Chmurskim autorem projektów technicznych wybudowanej w latach 1896–1902 przez Towarzystwo Zakładów Metalowych Bernarda Hantkego huty w Rakowie pod Częstochową. Potem był akcjonariuszem Spółki Akcyjnej Modrzejów – Hantke (1920-1939), w latach 1925-1939 członkiem Rady Nadzorczej. Był współzałożycielem Polsko - Amerykańskiego Syndykatu Odbudowy Przemysłu Krajowego S.A. 
Pochowany na cmentarzu Kule w Częstochowie (Sektor 64, Rząd PN Numer 10)